# Przełom Bardzki
Przełom Bardzki lub Przełom Nysy Kłodzkiej – przełom Nysy Kłodzkiej przez Góry Bardzkie w Polsce.

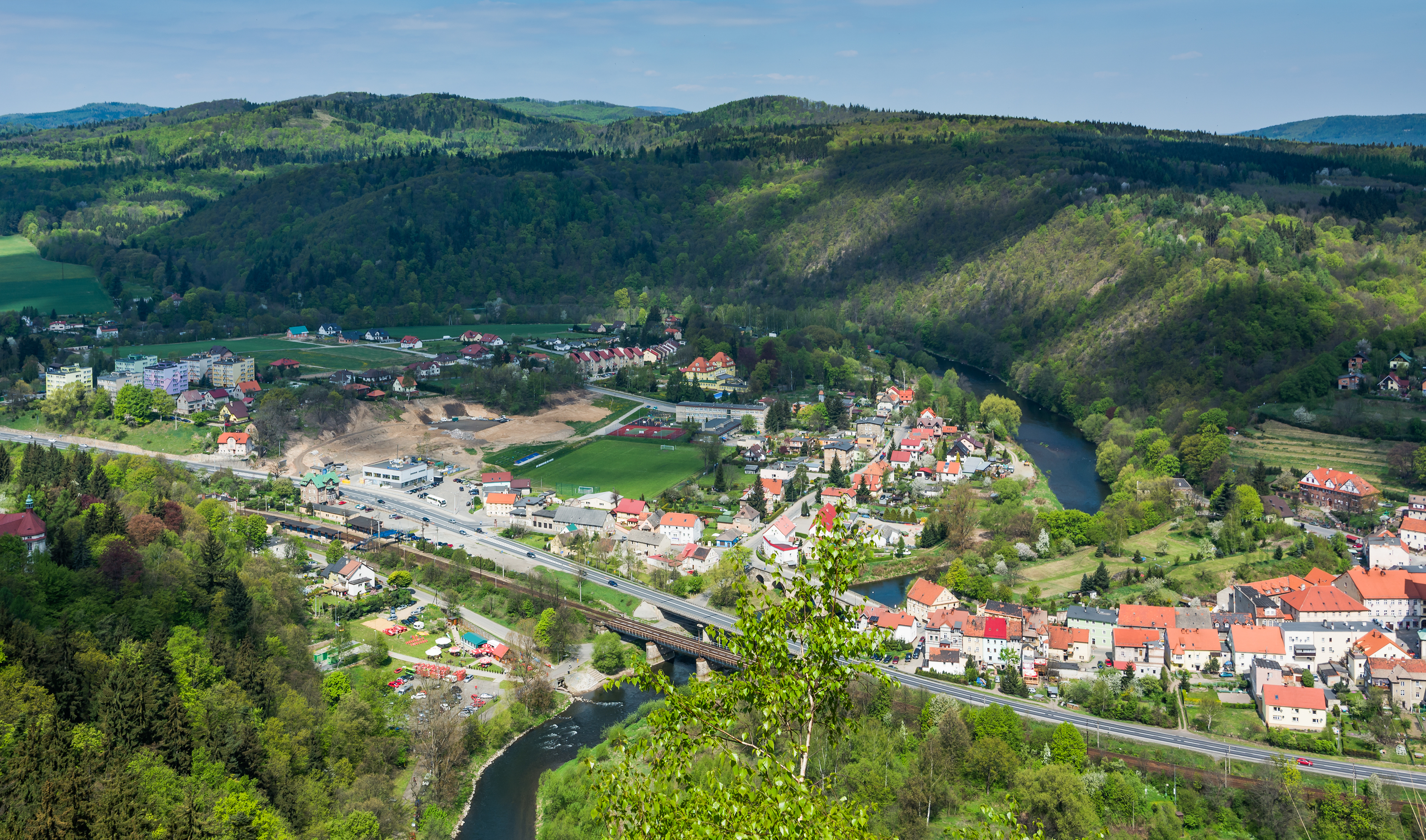
Przełom Bardzki, widok na meandry w Bardzie

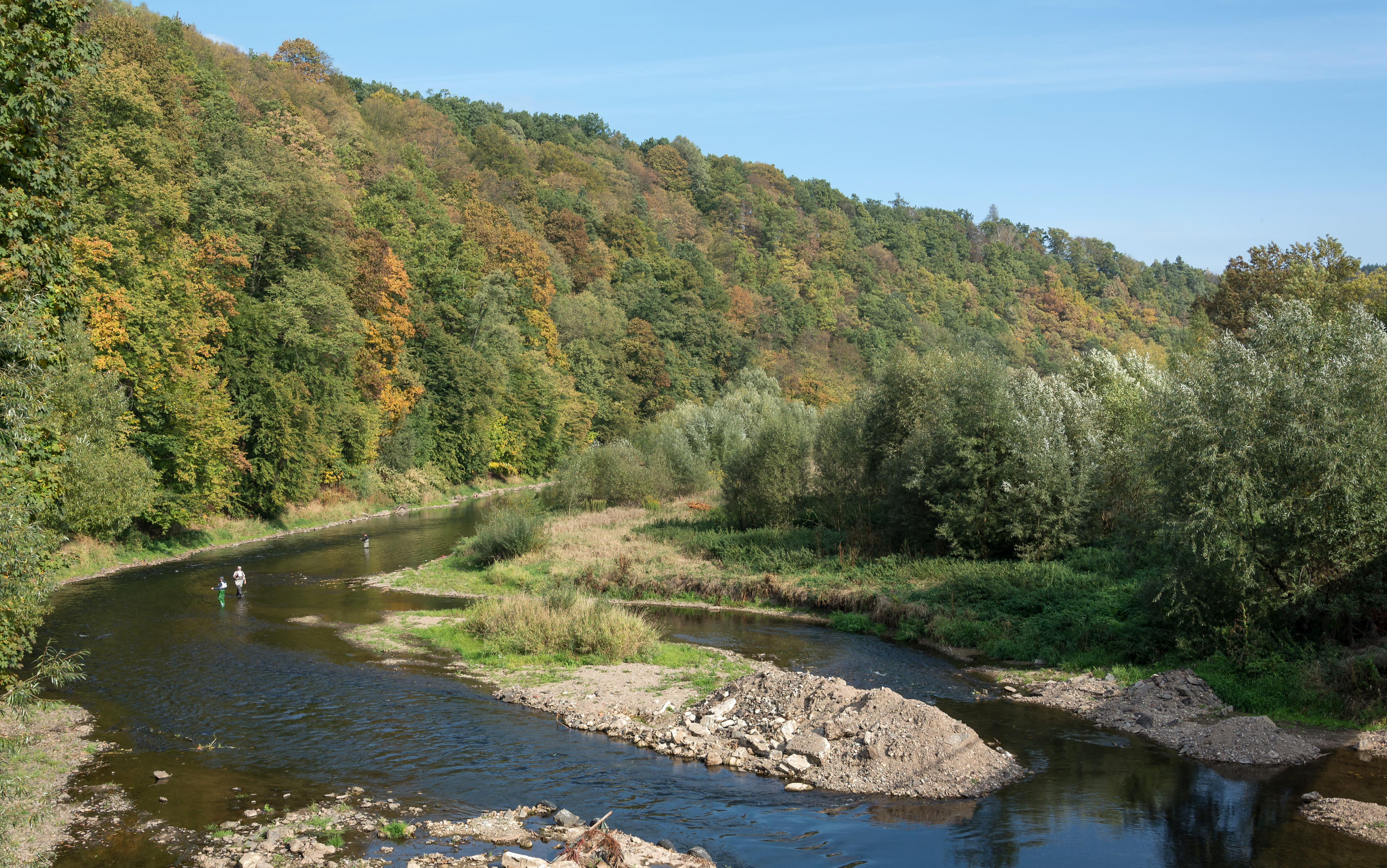
Przełom Bardzki w Morzyszowie

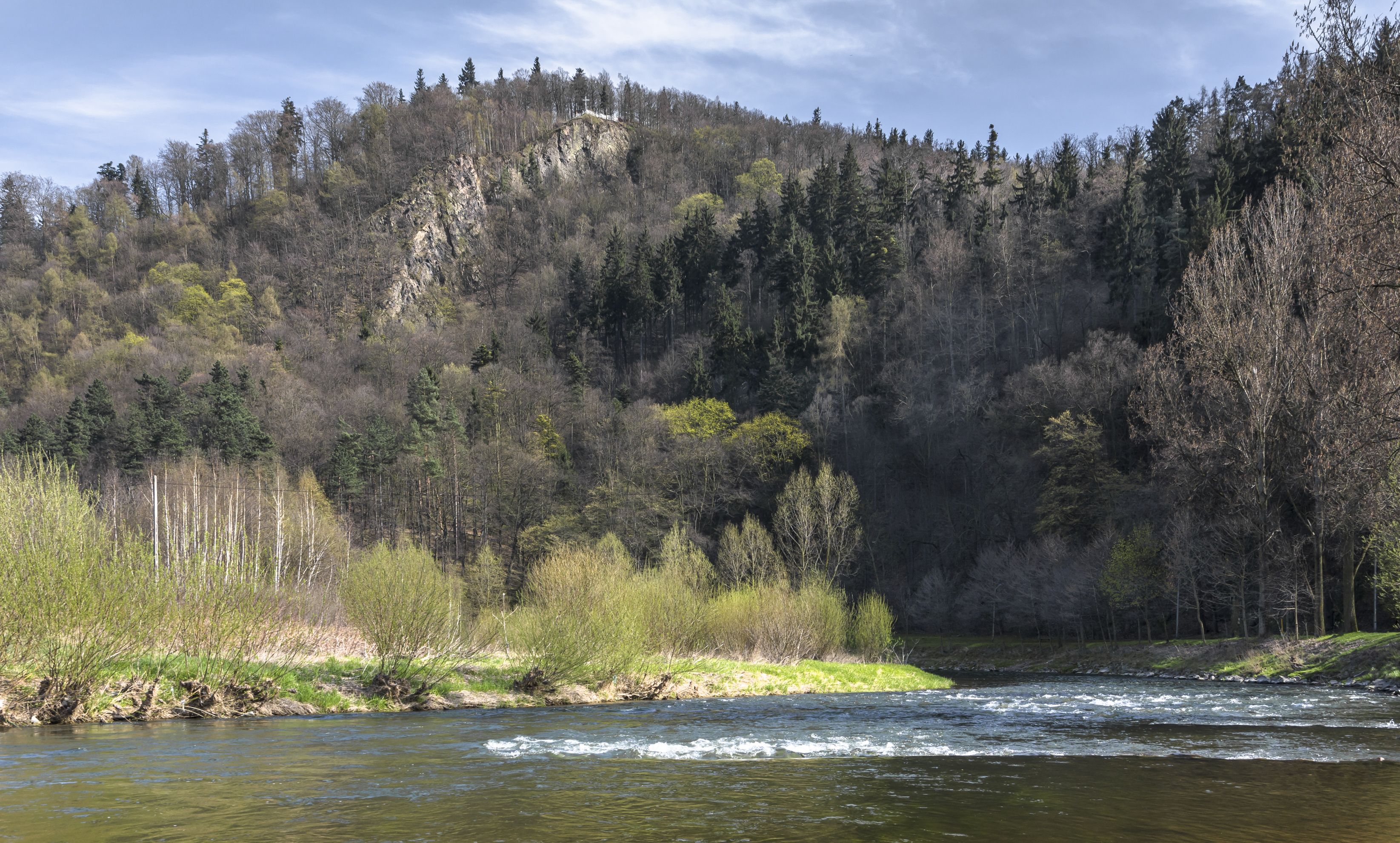
Obryw Bardzki

## Położenie
Przełom Nysy Kłodzkiej położony jest w Sudetach Środkowych, w Górach Bardzkich, w województwie dolnośląskim, w okolicach Barda, między ujściem Ścinawki w Ścinawicy a Przyłękiem.

## Opis
Przełom ma charakter antecedentny, jest jednym z najpiękniejszych i największych przełomów na Nysie Kłodzkiej o długości 15,0 km, ciągnie się od ujścia Ścinawki do wylotu doliny położonej na linii Sudeckiego uskoku brzeżnego w Janowcu, pomiędzy Bardem a Przyłękiem. Przełom tworzy malowniczą, bardzo krętą dolinę, położoną na wysokości około 255 m n.p.m., w której Nysa Kłodzka tworzy pięć wielkich meandrów, wyciętych w skałach tworzących strukturę bardzką. W wielu miejscach rzeka podcina zbocza, odsłaniając skalne ściany tworząc ciągi stromych skarp skalnych. Obecnie Nysa Kłodzka na odcinku przełomu swoimi szerokimi zakolami przypomina raczej rzekę nizinną niż górską.

## Historia
Przełom powstał środkowym i górnym pliocenie. W trakcie powolnego procesu wypiętrzania się górotworu w poprzek płynącej wcześniej rzeki. Rzeka meandrując przecinała się przez Góry Bardzkie. Przez długi okres rzeka stopniowo wcinała się korytem w wypiętrzoną powierzchnię zrównania mioceńskiego, tworząc dolinę o głębokości około 150 m. W okresie zlodowacenia środkowopolskiego w plejstocenie, lądolód przez Przełom Bardzki przedostał się w głąb Kotliny Kłodzkiej. Po ustąpieniu lodowca rzeka ponownie wycięła w osadach czwartorzędowych swoje koryto.

## Inne
- Przełom Bardzki najlepiej prezentuje się z góry Kalwaria – na północno-zachodnim zboczu Kalwarii znajduje się strome osuwisko powstałe w wyniku obrywu mas skalnych spowodowanego działalnością rzeki[1]. 24 sierpnia 1598 wezbrana rzeka podmyła górę, której skały oberwały się i przegrodziły koryto rzeki, powodując zalanie Barda[1].
- Latem organizowane są spływy pontonami Przełomem Bardzkim.
- W przeszłości przełom nosił nazwę: Neisse-Durchbruch[1].
- Nysa Kłodzka jest starsza niż Góry Bardzkie.